# À l'horizon
À l'horizon est un one shot manhua (bande dessinée chinoise) de Chihoi. Il s'agit d'un recueil d'histoires tirées de Still Life, Springrollll et Canicola.